# Sjiptjenska Planina
Sjiptjenska Planina (bulgariska: Шипченска Планина) är en bergskedja i Bulgarien.   Den ligger i regionen Gabrovo, i den centrala delen av landet, 160 km öster om huvudstaden Sofia.
I omgivningarna runt Sjiptjenska Planina växer i huvudsak lövfällande lövskog. Runt Sjiptjenska Planina är det ganska tätbefolkat, med 116 invånare per kvadratkilometer.